# Marcos Paz (Buenos Aires)
Marcos Paz es una ciudad de la provincia de Buenos Aires, Argentina. Es la cabecera del partido homónimo, ubicada a 48 km al oeste de la Ciudad Autónoma de Buenos Aires. Se encuentra ubicada en la zona oeste del conurbano bonaerense y forma parte del Gran Buenos Aires.

## Geografía

### Comunicaciones

#### Automotor
Desde la ciudad de Buenos Aires, por Autopista 25 de Mayo (AU1) y antes del peaje tomar la Autopista Perito Moreno (AU6) a la derecha, hasta Avenida General Paz, donde se une con el Acceso Oeste. Y hasta el "km 60". Se sale de RP 6 hacia Cañuelas, unos 25 km y se llega a la ciudad. con Carlos Criollo di Maia
Otra opción es llegar por la RP 40, desde Merlo, para tomar esta ruta, usted deberá bajar a la altura del Camino del Buen Ayre, tomar el Camino de la .kjRibera que bordea el Río Reconquista, antiguamente conocido como Arroyo de Santa Maria de las Conchas, hasta la RP 5, cruzar la vía del FFCC Sarmiento a la altura de una empresa tabacalera, hasta salir a la RP 40 y girar a la derecha unos 12 km, hasta llegar hasta este pintoresco pueblito llenogkkg de calles arboladas.

#### Transporte público
La Línea 136 de colectivos es la única que une Marcos Paz con la ciudad de Buenos Aires. Esta línea además la comunica con las ciudades de Merlo, Morón, entre otras hacia el este; y con General Las Heras y Navarro hacia el oeste.
La Línea Sarmiento de los Ferrocarriles metropolitanos de Buenos Aires presta servicio en la Estación Marcos Paz. Este servicio se cumple entre las estaciones Merlo y Lobos.
La Línea Belgrano Sur de los Ferrocarriles metropolitanos de Buenos Aires presta servicio desde julio de 2021 en la Estación Marcos Paz. Este servicio se cumplió provisoriamente entre esta estación y Sáenz, posteriormente extendiéndose hasta la estación Villars a partir del 23 de diciembre de 2022.

## Población
Cuenta con 50,460 habitantes (Indec, 2010), lo que representa un incremento del 28% frente a los 39,151 habitantes (Indec, 2001) del censo anterior.
| Gráfica de evolución demográfica de Marcos Paz entre 1895 y 2010 |
|                                                                  |
| Fuentes: INDEC                                                   |

## Historia
En el siglo XIX pertenecía al Cuartel III del antiguo partido de  Merlo.
El gran cambio se produce con la llegada del primer tren del Ferrocarril Oeste de Buenos Aires el 24 de diciembre de 1870. La ciudad de Marcos Paz fue creada el 25 de octubre de 1878. 
El motivo de su nombre es la estación del ferrocarril, llevando el nombre del Dr. Marcos Paz fallecido el 2 de enero de 1868 en ejercicio de la Vicepresidencia de la Nación luchando en la epidemia de cólera junto a su esposa.
Durante la primera parte del siglo XX la ciudad tuvo fuertes corrientes migratorias de irlandeses, franceses, españoles, italianos y portugueses.
En 1993 se clausura el servicio ferroviario del Ferrocarril General Belgrano, quedando obsoleta la Estación Marcos Paz de trocha angosta. Rehabilitado próximamente en el transcurso del año 2021, según autoridades de Ferrocarriles Argentinos.
En 1999 entra en funcionamiento el Complejo Penitenciario Federal N.º 2.

## Creación y fundamentación de la bandera
La bandera municipal fue creada en el año 2001 por las alumnas de la Escuela de Educación Técnica N.º 1 «Juan XXIII» Guadalupe Pérez Gaviña y Mariela Soledad Vivero. Su fundamentación fue la siguiente: «Para realizarla nos remontamos a la historia cuando Manuel Belgrano miró el cielo y vio en él la bandera nacional. Nosotras al mirar el horizonte vemos los grandes campos que se extienden en nuestro suelo. La franja blanca representa la pureza de sus habitantes y la tranquilidad pueblerina. La bandera nacional sirve como base fundamental para el crecimiento de nuestra querida ciudad del árbol».

## Personalidades
- Aurelio Amoedo, político y vicegobernador.
- Rodolfo Arruabarrena, exfutbolista y entrenador.
- Juan Carlos Onganía, militar y expresidente de facto.
- Braian Toledo, deportista.
- Norberto Briasco, futbolista.

## Parroquias de la Iglesia católica en Marcos Paz
| Arquidiócesis | Mercedes-Luján                                  |
| ------------- | ----------------------------------------------- |
| Parroquias    | San Marcos Evangelista, Nuestra Señora de Luján |